# (6734) Benzenberg
(6734) Benzenberg – planetoida z grupy pasa głównego asteroid okrążająca Słońce w ciągu 5 lat i 66 dni w średniej odległości 2,99 j.a. Została odkryta 23 marca 1992 roku w Kushiro przez Seiji Uedę i Hiroshi Kanedę. Nazwa planetoidy pochodzi od Johanna Friedricha Benzenberga (1777-1846), niemieckiego fizyka i astronoma, fundatora Bilk Observatory w Düsseldorfie. Przed nadaniem nazwy planetoida nosiła oznaczenie tymczasowe (6734) 1992 FB.